# Dagmar Szabados
Dagmar Szabados [ˈsɒbɒdoʃ] (* 10. November 1947 in Hohlstedt) ist eine deutsche Politikerin (SPD). Seit 1990 war sie Bürgermeisterin und Dezernentin bzw. Beigeordnete der Stadt Halle (Saale) und vom 1. Mai 2007 bis 30. November 2012 Oberbürgermeisterin.

## Leben
Szabados machte 1966 in Sangerhausen ihr Abitur und studierte von 1966 bis 1971 Chemie an der Bergakademie Freiberg. Nach dem Abschluss als Diplomchemikerin arbeitete sie bis 1975 am Brennstoffinstitut in Freiberg. Von 1976 bis 1978 war sie Umweltbeauftragte des Energiekombinats Halle und sodann bis 1990 wissenschaftliche Mitarbeiterin des Bezirkshygieneinstituts bzw. der Staatlichen Umweltinspektion Halle.
1990 wurde Szabados zur Dezernentin für Umwelt und kommunale Wirtschaft der Stadt Halle und zur Bürgermeisterin als Vertreterin des Oberbürgermeisters gewählt. 1994 wurde sie zur Beigeordneten der Stadt Halle für Jugend, Soziales und Gesundheit gewählt und zur Bürgermeisterin wiedergewählt. Eine Wiederwahl erfolgte 2001.
Am 26. November 2006 setzte sich Szabados als von der SPD nominierte Kandidatin bei der Stichwahl um das Amt des Oberbürgermeisters bei einer Wahlbeteiligung von nur 27,5 % mit 54,57 % der abgegebenen Stimmen gegen den CDU-Kandidaten Bernhard Bönisch durch, der auf 45,43 % der Stimmen kam. Zur OB-Wahl 2012 trat sie aus Altersgründen nicht mehr an. Bernd Wiegand (parteilos) wurde zu ihrem Nachfolger gewählt. Er konnte sich am 15. Juli 2012 in der Stichwahl gegen seinen Konkurrenten Bönisch von der CDU durchsetzen.  Die Amtsübergabe erfolgte am 1. Dezember 2012.
2013 wurde sie zur Ehrenförderin der Leopoldina ernannt.
Dagmar Szabados ist verheiratet und hat zwei erwachsene Kinder.